# Belarussische vereinigte Linkspartei „Gerechte Welt“
Die Belarussische vereinigte Linkspartei „Gerechte Welt“ (russisch Белорусская партия левых «Справедливый мир»; belarussisch Беларуская партыя аб’яднаных левых «Справядлівы свет») war eine politische Partei in Belarus. Sie wurde von Sjarhej Kaljakin geleitet. Sie strebte eine Demokratisierung des Landes und ein Ende der autoritären Diktatur von Präsident Aljaksandr Lukaschenka an.
Am 30. Juni 2023 erklärte das Justizministerium von Belarus, dass die Partei nicht mehr registriert sei.

## Geschichte
Die Vereinigte Linkspartei wurde am 7. Dezember 1991 als „Partei der Kommunisten von Belarus“ gegründet. 1993 erfolgte die Umbenennung in „Partei der belarussischen Kommunisten“. 1996 kam es zur Spaltung innerhalb der Partei. Während ein Großteil der Mitglieder die Politik des Staatspräsidenten Aljaksandr Lukaschenka ablehnten, unterstützten einige Mitglieder das Staatsoberhaupt und gründeten daher die Kommunistische Partei von Belarus. Am 25. Oktober 2009 legte die Vereinigte Linkspartei ihren aktuellen Namen fest. Von Oktober 2009 bis 2023 war die Partei Mitglied der Europäischen Linke (EL). Sie nahm während der Proteste in Belarus 2020 an diesen teil und unterstützte die Demonstranten.